# Pamcoloma mus
Pamcoloma mus är en fjärilsart som beskrevs av Heinrich Benno Möschler 1877. Pamcoloma mus ingår i släktet Pamcoloma och familjen tandspinnare. Inga underarter finns listade i Catalogue of Life.